# Конверсія (інтернет-маркетинг)
Конверсія (англ. conversion)  — здійснення користувачами сайту певних бажаних дій на ньому, як-то перехід на конкретні сторінки або додавання товару в кошик інтернет-магазину.
Рівень конверсії або конверсійність (англ. conversion rate) — відношення кількості відвідувачів сайту, що виконали на ньому певні цільові дії (наприклад, купівлю, реєстрацію, підписку, перехід по посиланню тощо), до загального числа відвідувачів сайту у відсотках.
Кількість конверсій як правило підраховується системами веб-аналітики. Такий підрахунок необхідний для дослідження маркетингової ефективності реклами, сайту в цілому або окремих його елементів.

## Зноски
1. ↑  Конверсія: що це таке та як її збільшити. www.promodo.ua (укр.). Процитовано 14 червня 2025.
2. ↑  Що таке конверсія і як її порахувати — Блог Idea Digital Agency. IdeaDigital Agency (укр.). Процитовано 14 червня 2025.